# Ammerter Mark
Die Ammerter Mark ist ein 10 Hektar großes Naturschutzgebiet südöstlich der Stadt Gronau (Westf.). Das Gebiet ist vollständig im Eigentum des Landes Nordrhein-Westfalen. Das Naturschutzgebiet wurde erst 2017 gegründet.
Mit ihren artenreichen Feuchtgrünlandflächen, ausgedehnten Flutrasen und dem großen zentralen Gewässer ist die Ammerter Mark trotz ihrer geringen Größe ein bedeutendes Gebiet für zahlreiche Rast- und Brutvögel. Sie ist durch den am südwestlichen Rand verlaufenden Feldweg gut für Besucher erschlossen, so dass hier gute Vogelbeobachtungen gelingen können.

## Geographie
Das Naturschutzgebiet wird eingerahmt vom Landschaftsschutzgebiet Ammerter Mark. Es liegt östlich der A 31 unweit der Autobahnabfahrt zur B 54. Der Goorbach mit seinen Quellbächen Herzbach und Helingbach bestimmen das Landschaftsbild.
Im Norden schließt sich das Naturschutzgebiet Goorbach und Hornebecke sowie das Naturschutzgebiet Goorbach-Fürstentannen an. Südöstlich, jenseits von Ochtruper Landstraße und Eper Straße liegen die Naturschutzgebiete Naturschutzgebiet Fuechte Kallenbecke und Naturschutzgebiet Stroenfeld.